# Megaloceros
Megaloceros (від грец. μεγαλος megalos + κερας keras, буквально «великий ріг») — викопний рід оленів, представники якого мешкали по всій Євразії від плейстоцену до раннього голоцену. Типовий і єдиний безперечний представник роду, Megaloceros giganteus, відомий як «ірландський» або «великорогий олень», також є найвідомішим. Вважається, що лані (Dama) є їхніми найближчими родичами. Megaloceros тісно пов'язаний з іншими родами «гігантських оленів», такими як східноазійський рід Sinomegaceros та європейський Praemegaceros.
Більшість представників роду були надзвичайно великими тваринами, які любили луки або відкриті ліси. Середня довжина більшості видів у холці трохи нижче 2 метрів. Різні види критського роду Candiacervus — найменший з яких, C. rhopalophorus мав лише 65 см у висоту в плечі — іноді включаються до Megaloceros як підрід.

## Види
Види від найстаршого до наймолодшого:
Megaceroides novocarthaginiensis
Описаний з раннього плейстоцену (0,9—0,8 млн років тому) у місцезнаходженні Cueva Victoria в Іспанії. Відомий з рогів, зубів і посткраніального матеріалу. Споріднений і, можливо, предок M. savini.
Megaceroides savini
Середньоплейстоценовий європейський вид, що жив приблизно 750—450 000 років тому, трохи більший за північного оленя. Перші скам'янілості якого були знайдені поблизу Сент-Савін, Франція, та неподалік Сорії, Іспанія. Його роги були прямими, з шипоподібними вістрями. Найнижчі кінчики утворювали широкі плоскі поверхні, як у лосів. Пропонувалося виділити цей вид в окремий рід Praedama.
Megaceroides matritensis
Середньоплейстоценовий вид, що жив близько 400—300 000 років тому поблизу сучасного Мадрида, Іспанія, будучи сучасником M. giganteus. Вид мав збільшені премоляри, дуже товсту емаль молярів і низький нижньощелепний виріст. Сучасні йому популяції людей полювали на цей вид — пов'язані з ним кам'яні знаряддя відносять до пізньої ашельської та ранньої мустьєрської культури. Вважається, що M. matritensis походить від M. savini.
Megaceroides giganteus
Найбільший, найвідоміший і один з останніх видів роду, що сягав в плечах близько 2 м. Мешкав по всій Євразії, від Ірландії до Сибіру з кінця середнього плейстоцену до початку голоцену.
Megaceroides algericus з пізнього плейстоцену—голоцену Північної Африки деякі автори вважають близькоспорідненим і, можливо, похідним від Megaloceros.
«M». stravpolensis з раннього плейстоцену Південно-Західної Росії згодом було запропоновано віднести до Arvernoceros.